# Opisthocystis sabussovi
Opisthocystis sabussovi är en plattmaskart som beskrevs av Timoshkin 1986. Opisthocystis sabussovi ingår i släktet Opisthocystis och familjen Polycystididae. Inga underarter finns listade i Catalogue of Life.